# Edyta Jasińska
Edyta Jasińska   (Lubań, 28 de novembre de 1986) és una ciclista polonesa especialista en el ciclisme en pista. Ha participat en els Jocs Olímpics de 2016. Va representar Polònia als Campionats del Món de ciclisme en pista UCI de 2009, 2010, 2011, 2014 i 2015.

## Palmarès en pista
- 2007
  -  Campió de Polònia en persecució
- 2008
  -  Campió de Polònia en persecució
- 2009
  -  Campió de Polònia en persecució
  -  Campió de Polònia en persecució per equips
- 2010
  -  Campió de Polònia en persecució
  -  Campió de Polònia en persecució per equips
- 2014
  -  Campió de Polònia en persecució
- 2015
  -  Campió de Polònia en persecució
- 2016
  -  Campió de Polònia en persecució
  -  Campió de Polònia en persecució per equips
  -  Campió de Polònia en puntuació
  -  Campió de Polònia en madison
  -  Campió de Polònia en òmnium

Fonts: